# Goupillières (Eure)
Goupillières è un comune francese di 786 abitanti situato nel dipartimento dell'Eure nella regione della Normandia.

## Società

### Evoluzione demografica
Abitanti censiti